# Gulkajmy
Gulkajmy (deutsch Gahlkeim) ist ein Ort in der polnischen Woiwodschaft Ermland-Masuren. Er gehört zur Gmina Sępopol (Stadt- und Landgemeinde Schippenbeil) im Powiat Bartoszycki (Kreis Bartenstein).

## Geographische Lage
Gulkajmy liegt fünf Kilometer südlich der Staatsgrenze zur russischen Oblast Kaliningrad (Gebiet Königsberg (Preußen)) in der nördlichen Mitte der Woiwodschaft Ermland-Masuren, neun Kilometer nördlich der Kreisstadt Bartoszyce (deutsch Bartenstein).

## Geschichte
Der seinerzeit Godekaymen genannte kleine Ort wurde 1304 erstmals erwähnt und in der Folgezeit  Golckaymen (nach 1304), Golikayn (nach 1419), Golkaym (nach 1493) bzw. Galkeim (nach 1871) genannt. Als Vorwerk gehörte er bis 1928 zum Gutsbezirk Juditten (polnisch Judyty), danach bis 1945 zur Landgemeinde Juditten im ostpreußischen Kreis Friedland, der 1927 in „Kreis Bartenstein“ umbenannt wurde.
Als 1945 in Kriegsfolge das gesamte südliche Ostpreußen an Polen fiel, bekam Gahlkeim die polnische Namensform „Gulkajmy“. Das kleine Dorf ist heute in die Stadt- und Landgemeinde Sępopol (Schippenbeil) im Powiat Bartoszycki (Kreis Bartenstein) eingegliedert, von 1975 bis 1998 der Woiwodschaft Olsztyn, seither der Woiwodschaft Ermland-Masuren zugehörig.

## Kirche
Bis 1945 war Gahlkeim in die evangelische Kirche Schönbruch (polnischer Teil Szczurkowo, russischer Teil Schirokoje) in der Kirchenprovinz Ostpreußen der Kirche der Altpreußischen Union, außerdem in die römisch-katholische Kirche Bartenstein (polnisch Bartoszyce) im damaligen Bistum Ermland eingepfarrt.
Heute gehört Gulkajmy zur römisch-katholischen Kirche Bartoszyce (Bartenstein) im jetzigen Erzbistum Ermland sowie zur evangelischen Kirche Bartoszyce, einer Filialkirche von Kętrzyn (Rastenburg) in der Diözese Masuren der Evangelisch-Augsburgischen Kirche in Polen.

## Verkehr
Gulkajmy liegt an einer die polnische Woiwodschaftsstraße 512 (einstige deutsche Reichsstraße 142) querende Nebenstraße von Parkszewo (Perkau) nach Przewarszyty (Prauerschitten). Außerdem endet eine von Judyty (Juditten) kommende Straße in Gulkajmy.
Eine Anbindung an den Bahnverkehr besteht nicht. Bis 1945 waren Schönbruch (Szcurkowo/Schirokoje) bzw. Dompendehl (Domarady) die nächsten Bahnstationen an der Bahnstrecke Wehlau–Friedland–Bartenstein–Heilsberg, die in Kriegsfolge nicht mehr befahren wird.